# Ненашев, Михаил Иванович
Михаи́л Ива́нович Нена́шев (1 ноября 1918 года — 18 июля 1993 года) — советский военный деятель, генерал-лейтенант Советской армии, участник Великой Отечественной войны. Герой Социалистического Труда, лауреат Государственной премии СССР.

## Биография
Родился 1 ноября 1918 года в селе Стежки Тамбовской губернии.
В 1936 году окончил четыре курса вечернего рабфака при Архитектурном институте.
В РККА с 1936 года. В 1939 году окончил Тульское оружейно-техническое училище, до 1941 года служил в войсках оружейным техником в службе артиллерийского снабжения.
С 1941 года по 1943 год проходил службу в регулярной армии. С 1943 года — старший помощник начальника отдела организационно-планового управления Главного артиллерийского управления РККА.
В 1944 году начал учёбу в Военной академии имени Ф. Э. Дзержинского. В 1946 году вступил в ВКП(б). В 1948 году окончил академию, был оставлен для прохождения службы в ней в должности начальника курса.
С 13 сентября 1951 года по 17 апреля 1953 года — преподаватель кафедры жидкостных реактивных снарядов Военной академии имени Дзержинского. Ненашев стал одним из пионеров ракетного образования.
В 1953 году стал начальником отдела в 3-м Главном управлении Совета Министров СССР, с 1955 года по 1958 год служил заместителем главного инженера в одной из частей Московского округа ПВО.
С 1958 года служил в 4-м Главном управлении Министерства обороны СССР.
С 1958 года — начальник отдела, с 1961 года — заместитель начальника управления (1961—1964 годы). Первоначально задачей 4-го Главного управления МО СССР, созданного в 1955 году, являлось техническое обеспечение боевой эксплуатации и боевого дежурства зенитной ракетной системы С-25, поступившей на вооружение 1-й армии ПВО особого назначения. В дальнейшем главк руководил развитием и совершенствованием системы С-25, а также выступал как генеральный заказчик разработки, серийного производства и технического обеспечения эксплуатации всех основных видов вооружения Войск ПВО страны (кроме истребителей-перехватчиков).
С 4 августа 1964 года по 24 февраля 1987 года — начальник 5-го управления 4- го Главного управления Министерства обороны СССР (с 1978 года — Главного управления вооружения войск ПВО СССР).
5-е управление, которым руководил М. И. Ненашев, осуществляло функции заказчика создания средств противоракетной обороны (ПРО), а в последующем — и систем предупреждения о ракетном нападении (СПРН), контроля космического пространства (СККП) и противокосмической обороны (ПКО). Непосредственно руководил созданием для Войск ПВО страны космической системы предупреждения о ракетном нападении. Был председателем Государственной комиссии по её летным испытаниям.
Указом Президиума Верховного Совета СССР («закрытым») от 18 февраля 1981 года за успешное создание системы предупреждения о ракетном нападении и постановку её на боевое дежурство генерал-лейтенанту Ненашеву Михаилу Ивановичу было присвоено звание Героя Социалистического Труда.
В феврале 1987 года ушёл в отставку в звании генерал-лейтенанта. Жил в Москве.
Умер 18 июля 1993 года. Похоронен на Троекуровском кладбище.

## Награды
- Орден Ленина
- Орден Красного Знамени
- Орден Отечественной войны I степени
- Орден Трудового Красного Знамени
- 3 Ордена Красной Звезды
- Орден «За службу Родине в Вооружённых Силах СССР» III степени
- Государственная премия СССР
- ряд медалей